# Harmanyazı, Ilgın
Harmanyazı là một xã thuộc huyện Ilgın, tỉnh Konya, Thổ Nhĩ Kỳ. Dân số thời điểm năm 2011 là 917 người.